# Komenda Rejonu Uzupełnień Łódź Miasto I

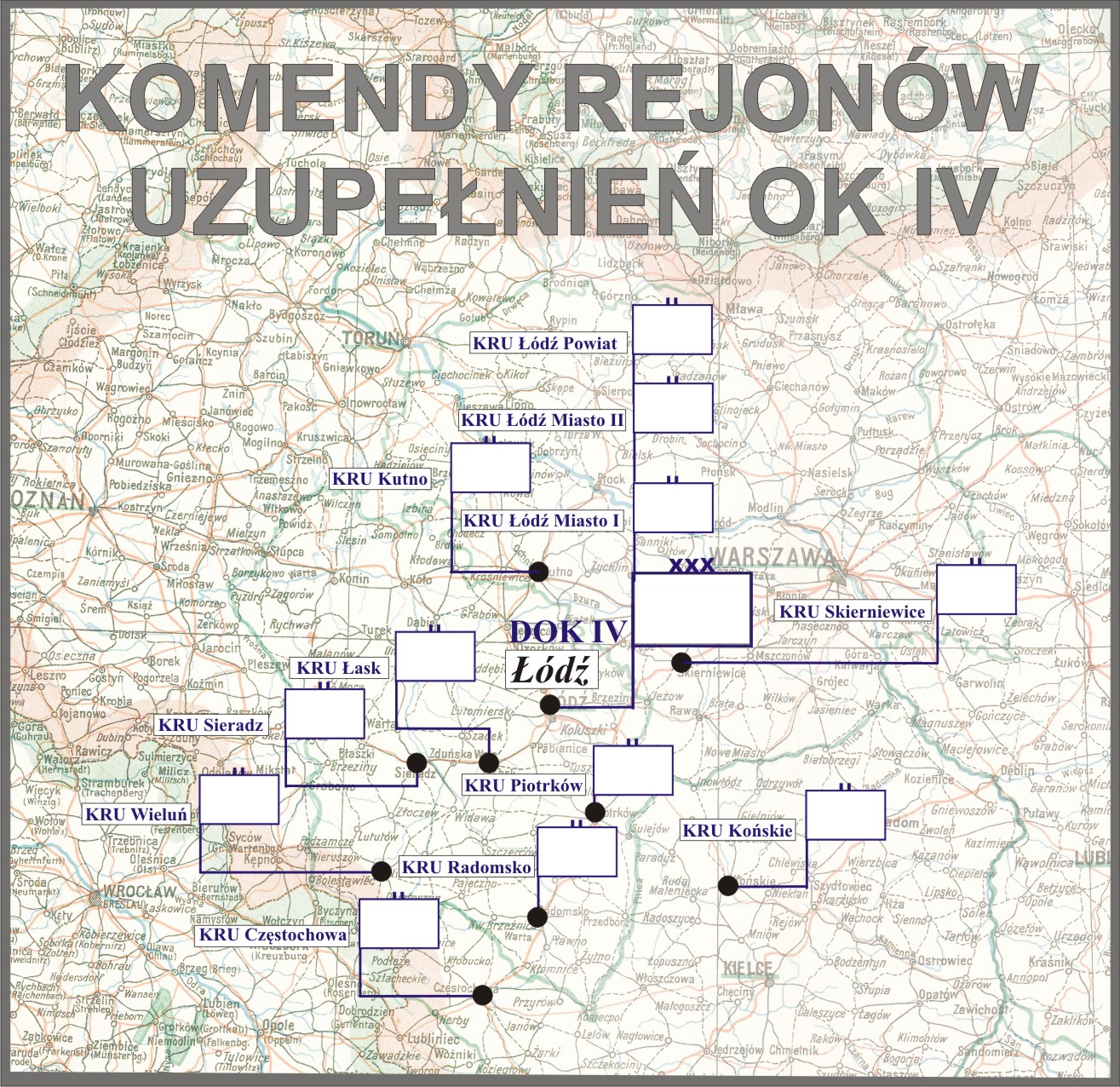
Komendy rejonów uzupełnień OK III

Komenda Rejonu Uzupełnień Łódź Miasto I (KRU Łódź Miasto I) – organ wojskowy właściwy w sprawach uzupełnień Sił Zbrojnych II Rzeczypospolitej i administracji rezerw w powierzonym mu rejonie.

## Formowanie i zmiany organizacyjne
W 1917 na terenie Łodzi funkcjonował Główny Urząd Zaciągu.
Rozkazem kierownika MSWojsk. nr 144 z 27 listopada 1918 w sprawie organizacji władz zaciągowych powołano do życia między innymi Powiatową Komendę Uzupełnień w Łodzi dla Okręgu Wojskowego VIII obejmującego powiaty: łódzki, brzeziński i łaski. Z chwilą wejścia w życie rozkazu i sformowania nowego PKU, Główny Urząd Zaciągu do Wojska Polskiego zobowiązany był przekazać całość dokumentacji tej PKU na obszarze której znajdował się. Bezpośrednią kontrolę nad PKU sprawowała Okręgowa Komendy Uzupełnień w Łodzi.
W czerwcu 1921 roku PKU 28 pp administrowała obszarem miasta Łódź.
W listopadzie 1921 roku, po wprowadzeniu podziału kraju na dziesięć okręgów korpusów oraz wprowadzeniu pokojowej organizacji służby poborowej, dotychczasowa PKU 28 pp została przemianowana na Powiatową Komendę Uzupełnień Łódź Miasto i została podporządkowana Dowództwu Okręgu Korpusu Nr IV w Łodzi.
W kwietniu 1925 roku PKU Łódź Miasto nadal administrowała obszarem miasta Łódź.
Z dniem 1 października 1927 roku na terenie Okręgu Korpusu Nr IV została utworzona Powiatowa Komenda Uzupełnień Łódź II obejmująca część miasta Łodzi. Równocześnie dotychczasowa PKU Łódź Miasto została przemianowana na PKU Łódź Miasto I.
W marcu 1930 roku PKU Łódź Miasto I nadal podlegała Dowództwu Okręgu Korpusu Nr IV i administrowała częścią miasta Łodzi obejmującą komisariaty Policji Państwowej nr II, III, V, VIII, IX i XI. W grudniu tego roku PKU Łódź Miasto I posiadała skład osobowy typu I.
1 lipca 1938 roku weszła w życie nowa organizacja służby uzupełnień, zgodnie z którą dotychczasowa PKU Łódź Miasto I została przemianowana na Komendę Rejonu Uzupełnień Łódź Miasto I przy czym nazwa ta zaczęła obowiązywać 1 września 1938 roku, z chwilą wejścia w życie ustawy z dnia 9 kwietnia 1938 roku o powszechnym obowiązku wojskowym. Obok wspomnianej ustawy i rozporządzeń wykonawczych do niej, działalność KRU Łódź Miasto I normowały przepisy służbowe MSWojsk. D.D.O. L. 500/Org. Tjn. Organizacja służby uzupełnień na stopie pokojowej z 13 czerwca 1938 roku. Zgodnie z tymi przepisami komenda rejonu uzupełnień była organem wykonawczym służby uzupełnień .
Komendant rejonu uzupełnień w sprawach dotyczących uzupełnień Sił Zbrojnych i administracji rezerw podlegał bezpośrednio dowódcy Okręgu Korpusu Nr IV, który był okręgowym organem kierowniczym służby uzupełnień. Rejon uzupełnień nie uległ zmianie.

## Obsada personalna
Poniżej przedstawiono wykaz oficerów zajmujących stanowisko komendanta Powiatowej Komendy Uzupełnień i komendanta rejonu uzupełnień oraz wykaz osób funkcyjnych (oficerów i urzędników wojskowych) pełniących służbę w PKU Łódź Miasto oraz PKU i KRU Łódź Miasto I, z uwzględnieniem najważniejszych zmian organizacyjnych przeprowadzonych w 1926 i 1938 roku.
Komendanci
- płk piech. Henryk Koiszewski (10 I 1919 – 7 I 1920 → komendant PKU 1 pp Leg.[14])
- ppłk / płk piech. Jerzy Lesiecki (I 1920[14] – II 1928 → dyspozycja dowódcy OK IV[15][16])
- ppłk art. Stefan Kijasbek (IV 1928[17] – VIII 1929 → dyspozycja dowódcy OK IV[18])
- ppłk piech. Franciszek Sobolewski (od III 1930[19])
- mjr piech. Stanisław Henryk Pill (I 1931[20] – 1939[21])

Obsada pozostałych stanowisk funkcyjnych PKU w latach 1921–1925
- referent
  - kpt. piech. / kanc. Feliks Potakowski (1923 – III 1925[24] → I referent PKU Nisko)
  - kpt. tab. Marian Edmund Brühl (od IV 1925[25])
- referent – urzędnik wojsk. XI rangi / por. kanc. Bronisław Jóźwiak (1923 – 1924)
- oficer instrukcyjny
  - kpt. piech. Eugeniusz Józef Greszel (do XII 1923[26] → PKU Hrubieszów)
  - kpt. piech. Kazimierz Dorożyński (od XII 1923[26])
  - kpt. piech. Leon Krajewski (od V 1925[27])
- oficer ewidencyjny I rejonu – por. piech. Bolesław Michał Żułciński (1923 – 1924)
- oficer ewidencyjny II rejonu
  - por. piech. Zygmunt Stelnicki (I[28] – V 1923[29] → OE Rawa PKU Skierniewice)
  - por. rez. zatrz. w sł. czyn. Stanisław Potarzycki (V 1923[29] – VI 1924[30] → 28 pp)
  - por. kanc. Stanisław Żółciński (VI 1924[30] – I 1925[31] → kierownik kancelarii Centralnych Zakładów Balonowych)
  - por. kanc. Witold Kolubiński (III 1925[32] – II 1926 → referent PKU Bydgoszcz)

Obsada pozostałych stanowisk funkcyjnych PKU w latach 1926–1938
- kierownik I referatu administracji rezerw
  - wakat (II 1926)
  - kpt. piech. Aleksander II Żebrowski (1932 – VII 1935[37] → dyspozycja dowódcy OK IV)
- kierownik II referatu poborowej
  - kpt. kanc. Władysław Gałązka (od II 1926)
  - por. kanc. Stefan Józefat Zamojski[a] (do 1 VIII 1932)
  - kpt. piech. Brunon Aleksander Hegedeusz-Woronicz[b] (VIII 1932[44] – 30 VI 1935 → rezerwa)
  - kpt. art. Eugeniusz Ksawery Rudzki (od VIII 1935[45])
- referent
  - por. piech. Marian Jan Tadeusz Niedzielski (II – VI 1926[46] → kierownik II referatu PKU Łódź Powiat)
  - por. kanc. Stefan Zamojski (od VI 1926[47])
- referent (etat przejściowy) – por. kanc. Józef Giebułtowski

Obsada pozostałych stanowisk funkcyjnych KRU w latach 1938–1939
- kierownik I referatu ewidencji – kpt. adm. (piech.) Józef Bissinger
- kierownik II referatu uzupełnień – kpt. adm. (piech.) Izasław Ermański[d]